# Trái tim (biểu tượng)

Biểu tượng trái tim màu đỏ

Hình trái tim là một chữ tượng hình được sử dụng để biểu thị ẩn dụ cho trái tim.

## Lịch sử